# Biermont
Cet article possède un paronyme, voir Bermont (Territoire de Belfort).
Biermont est une commune française située dans le département de l'Oise en région Hauts-de-France.

## Géographie

### Description
Biermont est un village picard fleuri situé à 15 km au sud-est de Montdidier, à 19 km à l'ouest de Noyon et au nord de Compiègne, et à 50 km au sud-est d'Amiens
Le territoire communal est traversé par la LGV Nord et l'autoroute A1, dont la sortie la plus proche est celle de Ressons sur Matz no 11. Le village est aisément accessible depuis l'ancienne route nationale 17.
Biermont est situé dans une plaine à la terre sableuse et argileuse bornée par la rivière du Matz.
Le Sentier de grande randonnée GR 123 tangente le sud du territoire communal.

### Communes limitrophes
| Conchy-les-Pots |             | Roye-sur-Matz |
| Orvillers-Sorel | Biermont    | Laberlière    |
|                 | Ricquebourg |               |

### Hydrographie

#### Réseau hydrographique
La commune est située dans le bassin Seine-Normandie. Elle est drainée par le Matz et le ruisseau des Puisards de Manceau,,.
Le Matz, d'une longueur de 25 km, prend sa source dans la commune de Canny-sur-Matz et se jette  dans l'Oise à Montmacq, après avoir traversé 17 communes. 

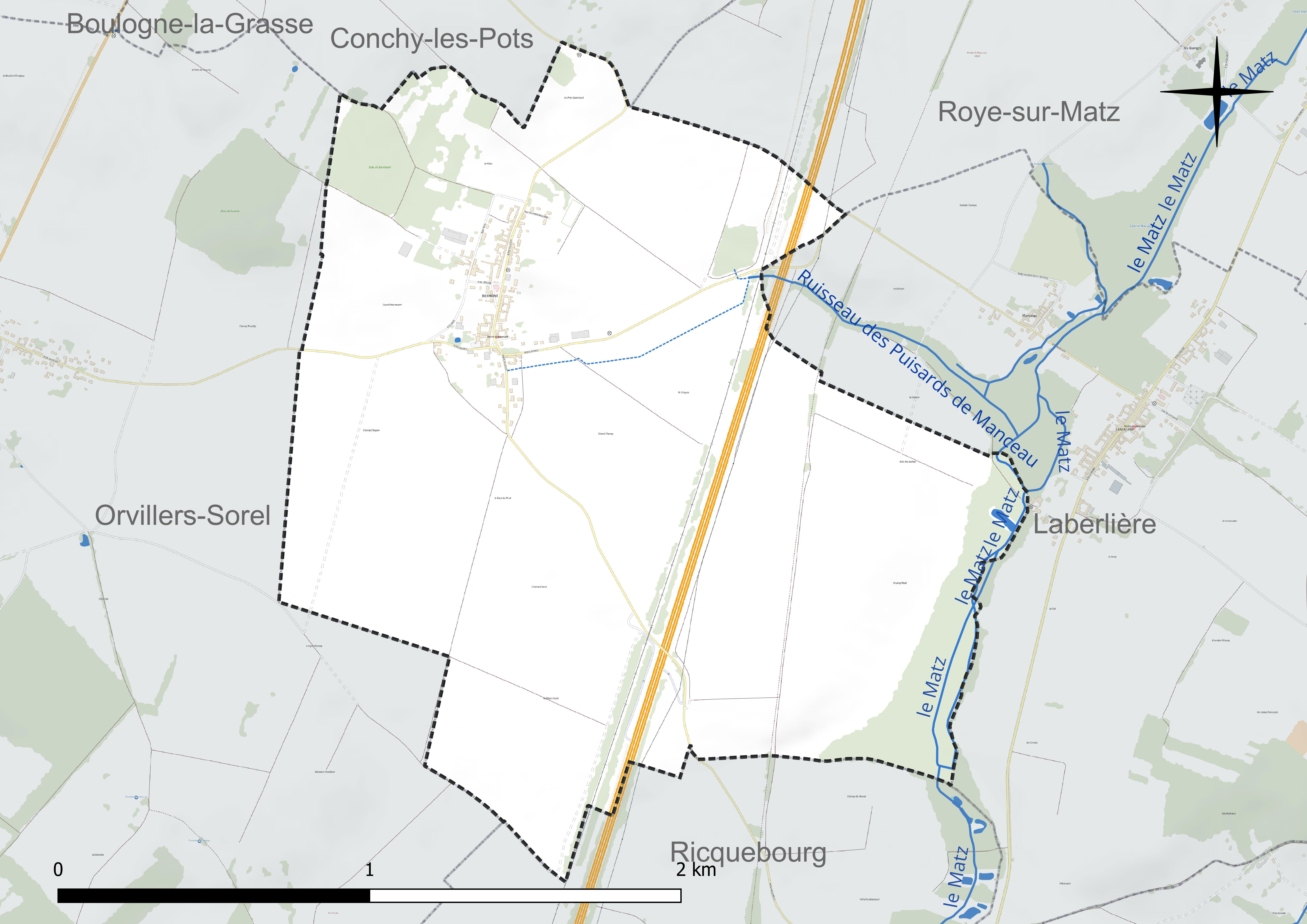
Réseau hydrographique de Biermont.

#### Gestion et qualité des eaux
Le territoire communal est couvert par le schéma d'aménagement et de gestion des eaux (SAGE) « Sensée ». Ce document de planification concerne un territoire de 1 013 km2 de superficie, délimité par le bassin versant de l'Oise moyenne. Le périmètre a été arrêté le 24 avril 2017 et le SAGE est, en 2024, encore en élaboration. La structure porteuse de l'élaboration et de la mise en œuvre est le syndicat mixte du SAGE Oise-Moyenne (SMOM). 
La qualité des cours d'eau peut être consultée sur un site dédié géré par les agences de l'eau et l'Agence française pour la biodiversité. 

### Climat
Pour des articles plus généraux, voir Climat des Hauts-de-France et Climat de l'Oise.
En 2010, le climat de la commune est de type climat océanique dégradé des plaines du Centre et du Nord, selon une étude du CNRS s'appuyant sur une série de données couvrant la période 1971-2000. En 2020, Météo-France publie une typologie des climats de la France métropolitaine dans laquelle la commune est exposée à un climat océanique et est dans la région climatique  Nord-est du bassin Parisien, caractérisée par un ensoleillement médiocre, une pluviométrie moyenne régulièrement répartie au cours de l'année et un hiver froid (3 °C). 
Pour la période 1971-2000, la température annuelle moyenne est de 10,5 °C, avec une amplitude thermique annuelle de 14,9 °C. Le cumul annuel moyen de précipitations est de 682 mm, avec 11,5 jours de précipitations en janvier et 8,1 jours en juillet. Pour la période 1991-2020, la température moyenne annuelle observée sur la station météorologique la plus proche, située sur la commune de Godenvillers à 13 km à vol d'oiseau, est de 11,1 °C et le cumul annuel moyen de précipitations est de 701,9 mm,. Pour l'avenir, les paramètres climatiques de la commune estimés pour 2050 selon différents scénarios d'émission de gaz à effet de serre sont consultables sur un site dédié publié par Météo-France en novembre 2022.

## Urbanisme

### Typologie
Au 1er janvier 2024, Biermont est catégorisée commune rurale à habitat dispersé, selon la nouvelle grille communale de densité à sept niveaux définie par l'Insee en 2022.
Elle est située hors unité urbaine. Par ailleurs la commune fait partie de l'aire d'attraction de Compiègne, dont elle est une commune de la couronne,. Cette aire, qui regroupe 101 communes, est catégorisée dans les aires de 50 000 à moins de 200 000 habitants,.

### Occupation des sols
L'occupation des sols de la commune, telle qu'elle ressort de la base de données européenne d'occupation biophysique des sols Corine Land Cover (CLC), est marquée par l'importance des territoires agricoles (76,6 % en 2018), en diminution par rapport à 1990 (83 %). La répartition détaillée en 2018 est la suivante : 
terres arables (76,6 %), forêts (9 %), zones urbanisées (8 %), zones industrielles ou commerciales et réseaux de communication (6,4 %). L'évolution de l'occupation des sols de la commune et de ses infrastructures peut être observée sur les différentes représentations cartographiques du territoire : la carte de Cassini (XVIIIe siècle), la carte d'état-major (1820-1866) et les cartes ou photos aériennes de l'IGN pour la période actuelle (1950 à aujourd'hui).

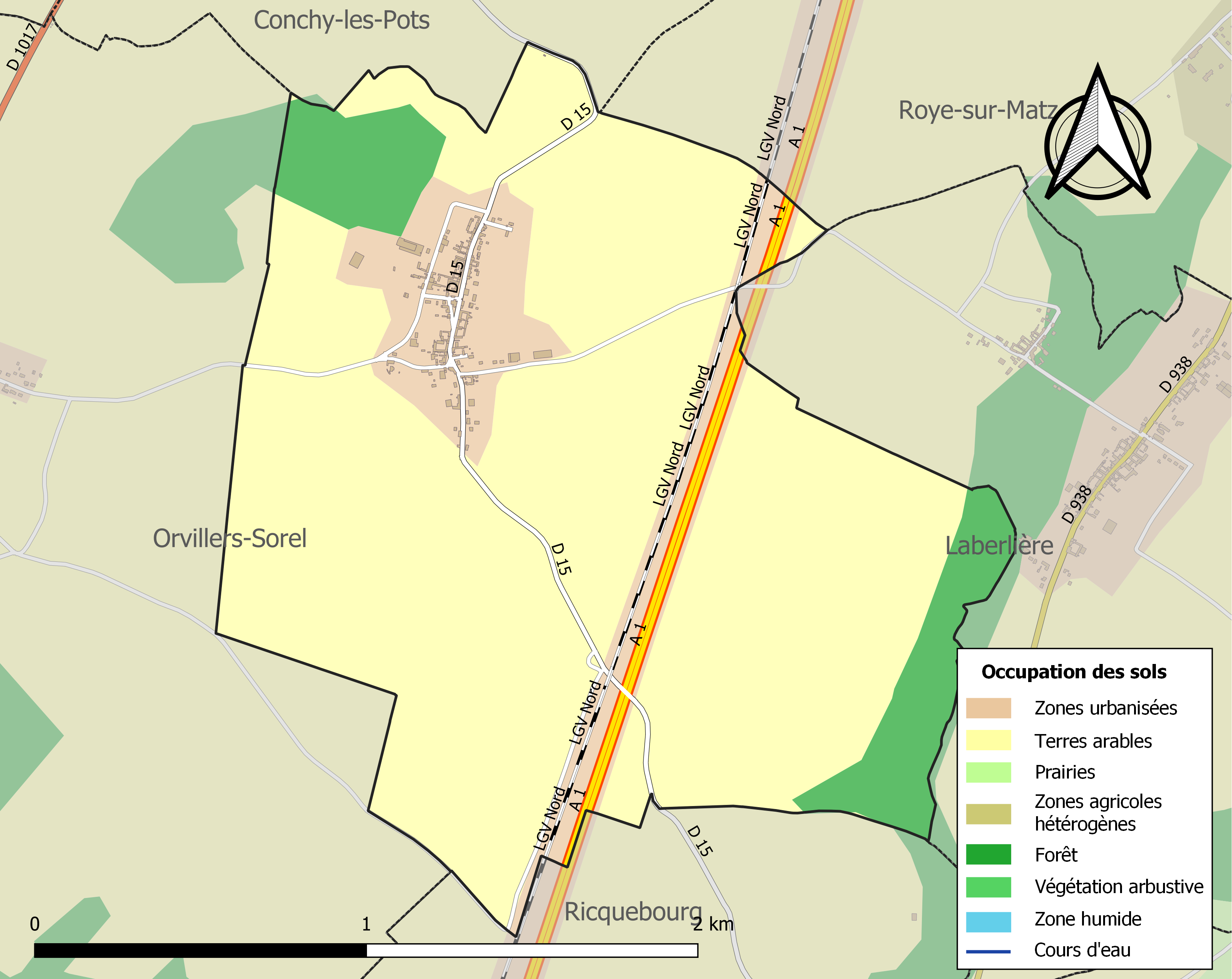
Carte des infrastructures et de l'occupation des sols de la commune en 2018 (CLC).

### Habitat et logement
En 2018, le nombre total de logements dans la commune était de 80, alors qu'il était de 78 en 2013 et de 70 en 2008.
Parmi ces logements, 89,1 % étaient des résidences principales, 2,4 % des résidences secondaires et 8,4 % des logements vacants. Ces logements étaient pour 97,5 % d'entre eux des maisons individuelles et pour 2,5 % des appartements.
Le tableau ci-dessous présente la typologie des logements à Biermont en 2018 en comparaison avec celle de l'Oise et de la France entière. Une caractéristique marquante du parc de logements est ainsi une proportion de résidences secondaires et logements occasionnels (2,4 %) inférieure à celle du département (2,5 %) mais supérieure à celle de la France entière (9,7 %). Concernant le statut d'occupation de ces logements, 77,5 % des habitants de la commune sont propriétaires de leur logement (80 % en 2013), contre 61,4 % pour l'Oise et 57,5 pour la France entière.
| Typologie                                               | Biermont | Oise | France entière |
| ------------------------------------------------------- | -------- | ---- | -------------- |
| Résidences principales (en %)                           | 89,1     | 90,4 | 82,1           |
| Résidences secondaires et logements occasionnels (en %) | 2,4      | 2,5  | 9,7            |
| Logements vacants (en %)                                | 8,4      | 7,1  | 8,2            |

### Voies de communication et transports
La commune est desservie, en 2023, par les lignes 655, 6303 et 6334 du réseau interurbain de l'Oise.

## Toponymie
Le nom de la localité est attesté sous les formes ingerrani de biarmont (1221) ; Bihermont (1221) ; Viermont (XVIe) ; Biermont (1667) ; Bierremont (1763).

Biermont serait issue de Bier ou Biert qui signifierait en francique garenne et de la contraction Munt (main) qui rappellerait la notion juridique gauloise du Mundium où celui qui exerçait ce droit mettait un bien en tutelle ou le plaçait sous son autorité.

## Histoire

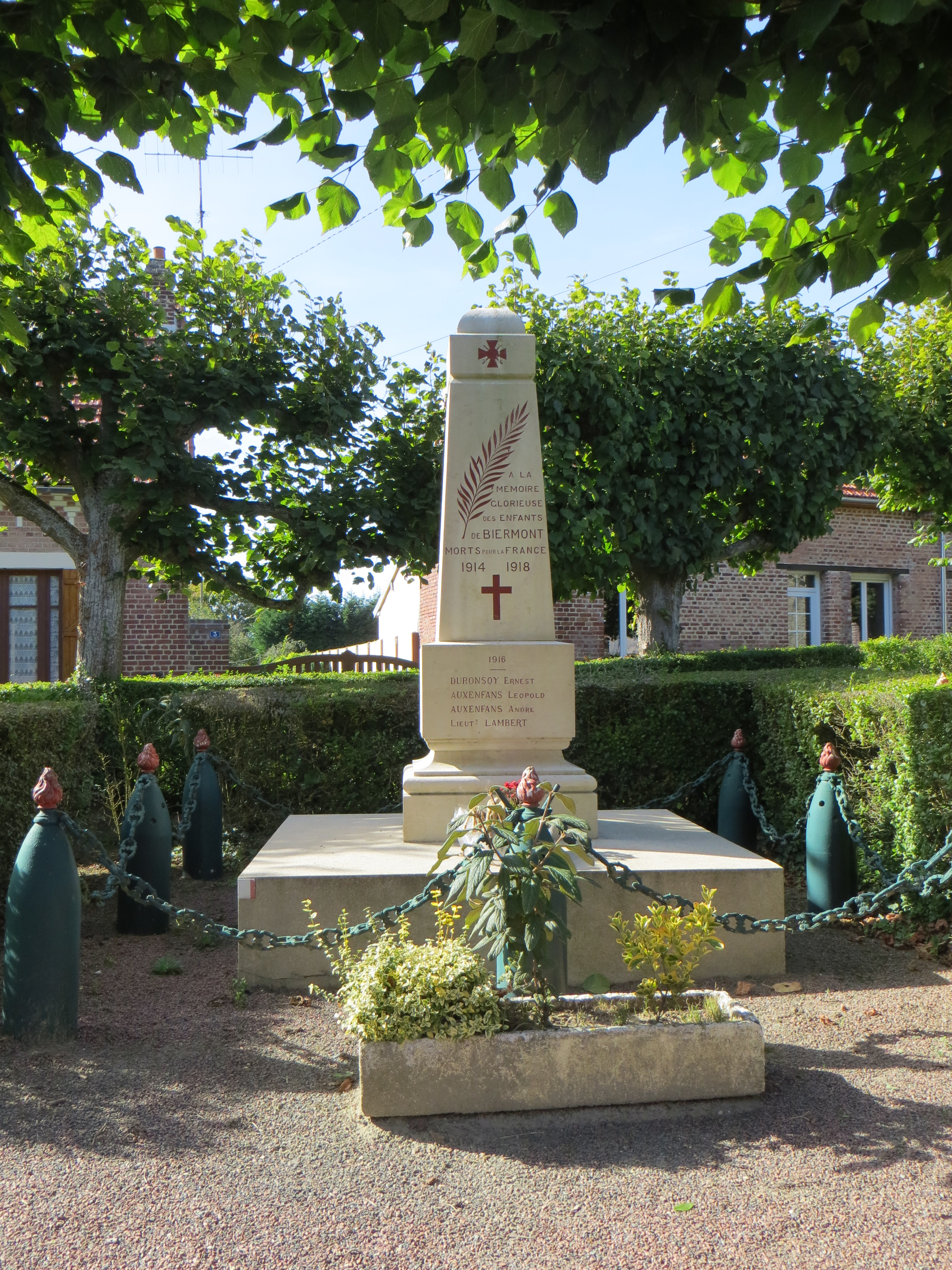
Le monument aux morts commémore les victimes des guerres du village

Le territoire de Biermont était une terre tenue du domaine  royal et donnée aux moines de l'Abbaye Saint-Corneille de Compiègne sous réserve de mainmorte
Le village a subi de grands dommages durant les invasions espagnoles au XVIIe siècle
Sous l'Ancien Régime, la paroisse de Biermont était dans le ressort de la prévôté, du bailliage, de l'élection et du grenier à sel de Montdidier, il comptait douze feux en 1469 et cinquante-sept en 1770.
La terre de Biermont formait un fief qui dépendait de la châtellenie de Roye, et eut des seigneurs communs avec ceux d'Orvillers.
Fin 1782, un incendie a détruit seize de la cinquantaine des maisons du village.
Il existait au XIXe siècle dans le bois de Gueulle, au lieu-dit les Gombeaux, près de Biermont, une fontaine dite de : Saint-Martin, à laquelle on attribuait  des propriétés curatives et qui faisait l'objet d'un pèlerinage,.
Pendant la Première Guerre mondiale, le village a subi des destructions et a  été décoré de la Croix de guerre 1914-1918, le 21 février 1921.

## Politique et administration

### Rattachements administratifs et électoraux

#### Rattachements administratifs
La commune se trouve dans l'arrondissement de Compiègne du département de l'Oise.
Elle faisait partie depuis 1802 du canton de Ressons-sur-Matz. Dans le cadre du redécoupage cantonal de 2014 en France, cette circonscription administrative territoriale a disparu, et le canton n'est plus qu'une circonscription électorale.

#### Rattachements électoraux
Pour les élections départementales, la commune fait partie depuis 2014 du canton d'Estrées-Saint-Denis
Pour l'élection des députés, elle fait partie de la sixième circonscription de l'Oise.

### Intercommunalité
Biermont est membre de la communauté de communes du Pays des Sources, un établissement public de coopération intercommunale (EPCI) à fiscalité propre créé en 1997 et auquel la commune a transféré un certain nombre de ses compétences, dans les conditions déterminées par le code général des collectivités territoriales.

### Liste des maires
| Période                                  | Période                       | Identité        | Étiquette | Qualité                         |
| ---------------------------------------- | ----------------------------- | --------------- | --------- | ------------------------------- |
| Les données manquantes sont à compléter. |                               |                 |           |                                 |
| mars 2001                                | En cours (au 2 décembre 2020) | Francis Mansard | DVD       | Réélu pour le mandat 2014-2020, |

## Équipements et services publics

### Enseignement
Les enfants de la commune sont scolarisés avec ceux d'Orvillers-Sorel et à Mortemer au sein d'un regroupement pédagogique intercommunal. En 2003, l'école de Biermont a fermé.

## Population et société

### Démographie

#### Évolution démographique
L'évolution du nombre d'habitants est connue à travers les recensements de la population effectués dans la commune depuis 1793. Pour les communes de moins de 10 000 habitants, une enquête de recensement portant sur toute la population est réalisée tous les cinq ans, les populations de référence des années intermédiaires étant quant à elles estimées par interpolation ou extrapolation. Pour la commune, le premier recensement exhaustif entrant dans le cadre du nouveau dispositif a été réalisé en 2004.

En 2022, la commune comptait 172 habitants, en évolution de −1,71 % par rapport à 2016 (Oise : +0,87 %, France hors Mayotte : +2,11 %).
| 1793 | 1800 | 1806 | 1821 | 1831 | 1836 | 1841 | 1846 | 1851 |
| ---- | ---- | ---- | ---- | ---- | ---- | ---- | ---- | ---- |
| 195  | 181  | 194  | 209  | 202  | 207  | 206  | 206  | 211  |

| 1856 | 1861 | 1866 | 1872 | 1876 | 1881 | 1886 | 1891 | 1896 |
| ---- | ---- | ---- | ---- | ---- | ---- | ---- | ---- | ---- |
| 201  | 196  | 198  | 187  | 191  | 194  | 189  | 193  | 180  |

| 1901 | 1906 | 1911 | 1921 | 1926 | 1931 | 1936 | 1946 | 1954 |
| ---- | ---- | ---- | ---- | ---- | ---- | ---- | ---- | ---- |
| 150  | 148  | 153  | 123  | 143  | 145  | 135  | 160  | 137  |

| 1962 | 1968 | 1975 | 1982 | 1990 | 1999 | 2004 | 2006 | 2009 |
| ---- | ---- | ---- | ---- | ---- | ---- | ---- | ---- | ---- |
| 120  | 129  | 110  | 118  | 133  | 136  | 144  | 150  | 169  |

| 2014 | 2019 | 2022 | - | - | - | - | - | - |
| ---- | ---- | ---- | - | - | - | - | - | - |
| 178  | 173  | 172  | - | - | - | - | - | - |

#### Pyramide des âges
La population de la commune est relativement jeune.
En 2018, le taux de personnes d'un âge inférieur à 30 ans s'élève à 34,7 %, soit en dessous de la moyenne départementale (37,3 %). À l'inverse, le taux de personnes d'âge supérieur à 60 ans est de 24,3 % la même année, alors qu'il est de 22,8 % au niveau départemental.
En 2018, la commune comptait 82 hommes pour 92 femmes, soit un taux de 52,87 % de femmes, légèrement supérieur au taux départemental (51,11 %).
Les pyramides des âges de la commune et du département s'établissent comme suit.
| Hommes | Classe d’âge | Femmes |
| ------ | ------------ | ------ |
| 0,0    | 90 ou +      | 2,2    |
| 6,1    | 75-89 ans    | 7,7    |
| 14,6   | 60-74 ans    | 17,6   |
| 20,7   | 45-59 ans    | 14,3   |
| 23,2   | 30-44 ans    | 24,2   |
| 17,1   | 15-29 ans    | 8,8    |
| 18,3   | 0-14 ans     | 25,3   |

| Hommes | Classe d’âge | Femmes |
| ------ | ------------ | ------ |
| 0,5    | 90 ou +      | 1,4    |
| 5,5    | 75-89 ans    | 7,6    |
| 15,6   | 60-74 ans    | 16,3   |
| 20,8   | 45-59 ans    | 20     |
| 19,4   | 30-44 ans    | 19,4   |
| 17,6   | 15-29 ans    | 16,2   |
| 20,6   | 0-14 ans     | 19,1   |

## Culture locale et patrimoine

### Lieux et monuments
- Église Saint-Julien, datant pour l'essentiel du XVIe siècle mais lourdement remaniée au XIXe siècle et dégradée pendant la Première Guerre mondiale. La façade ouest a conservé un petit portail en anse de panier, inscrit sous un arc en accolade décoré de feuilles de choux. 
L'église a la particularité de posséder un porche du XIXe siècle orienté vers le sud qui comprend de part et d'autre des bas-reliefs  du XVIe siècle représentant la légende de saint Julien. Au-dessus du porche dans une niche, une sculpture représente saint Michel terrassant le dragon et pesant les âmes[32].

L'église Saint-Julien
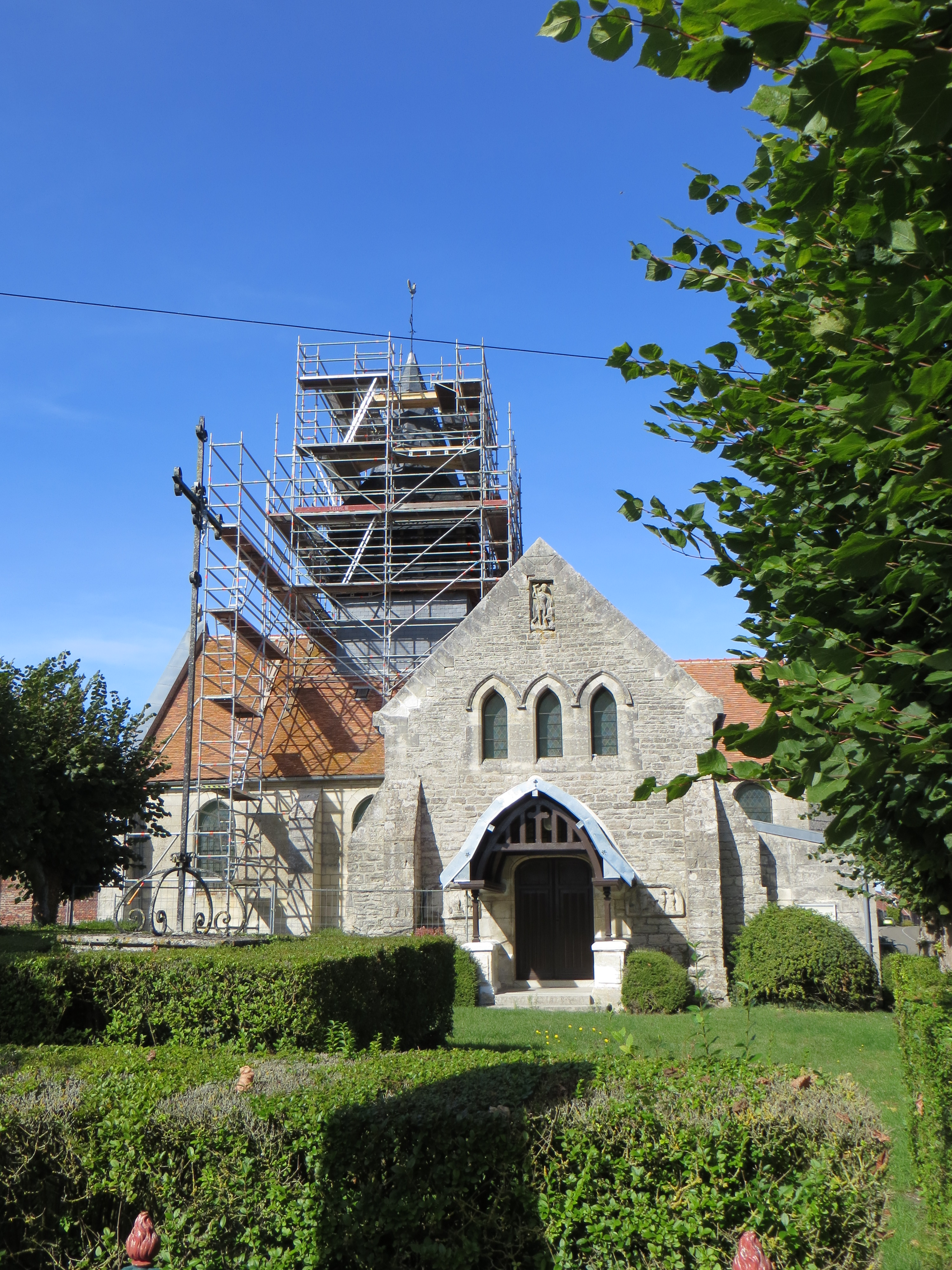
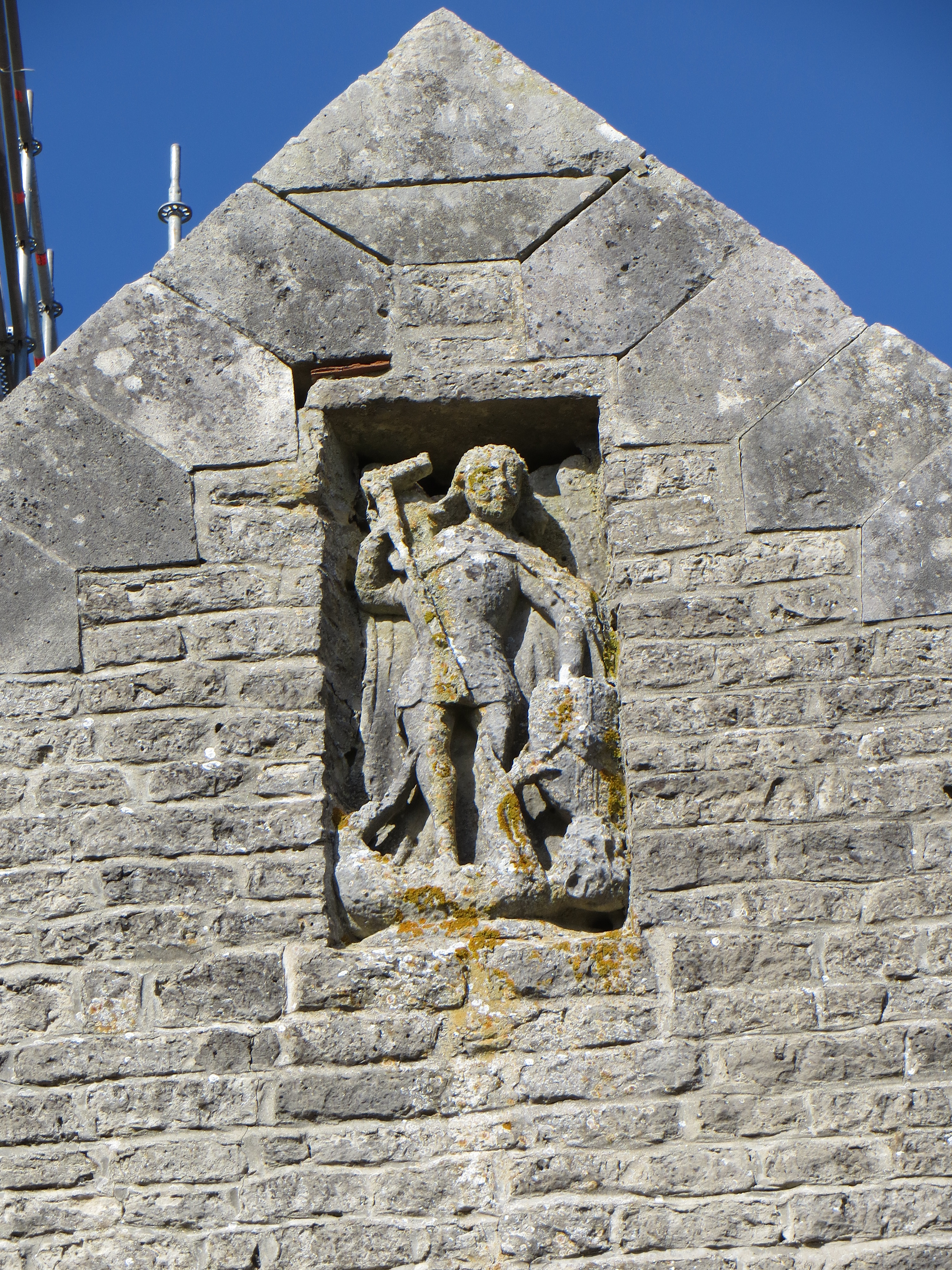
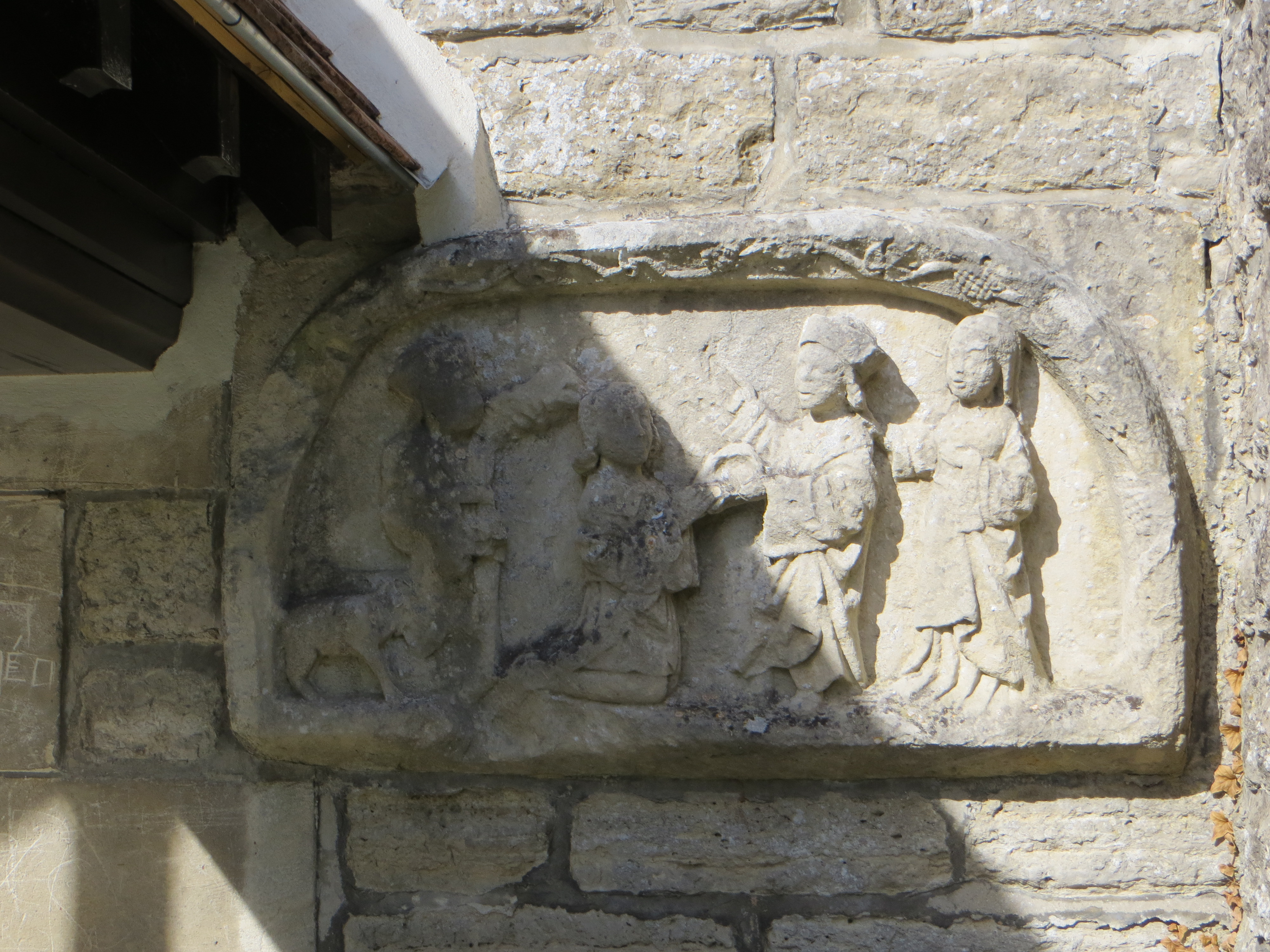
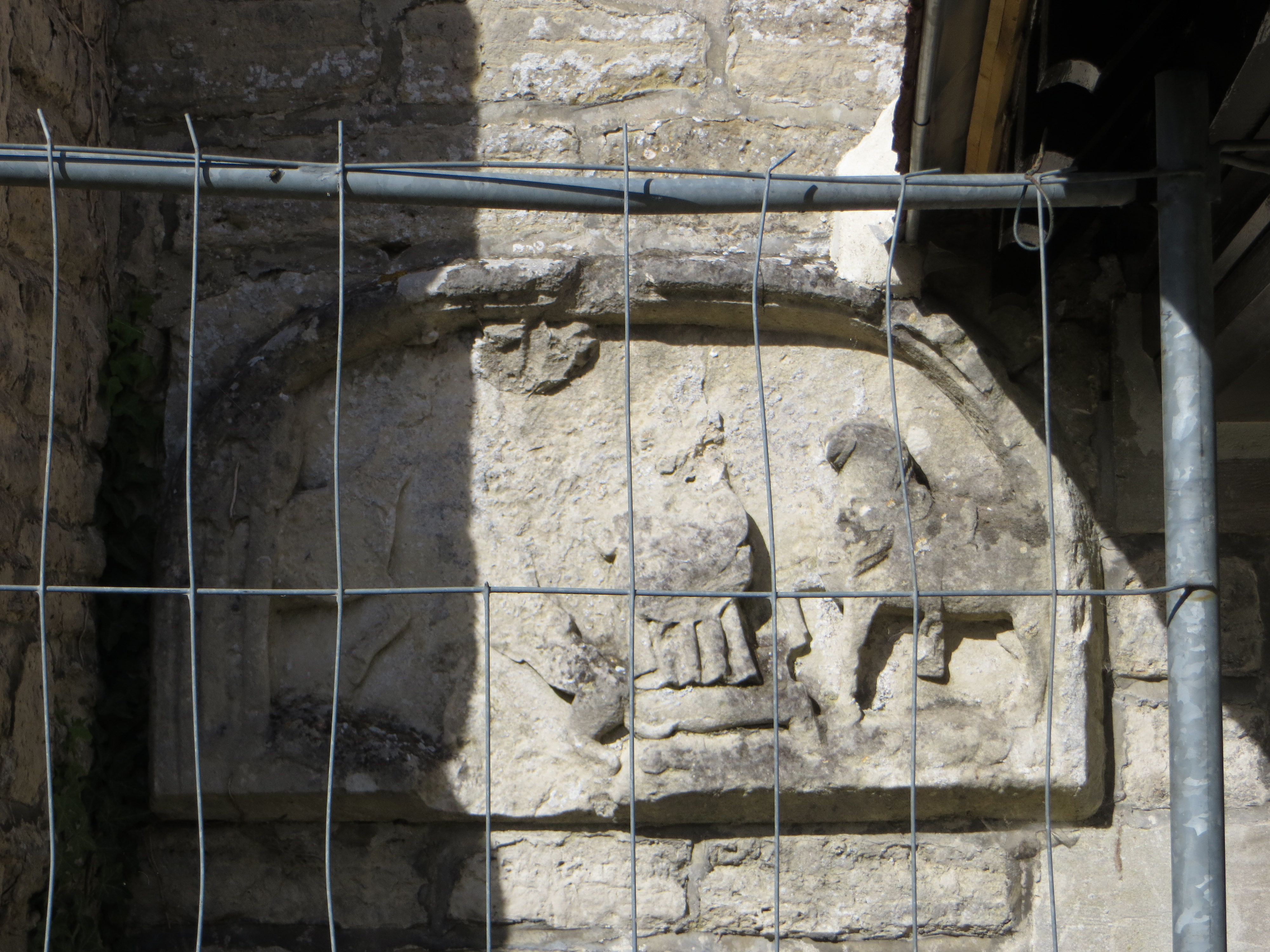

### Gastronomie
Biermont produisait au XIXe siècle un fromage renommé.